# Codex Brixianus

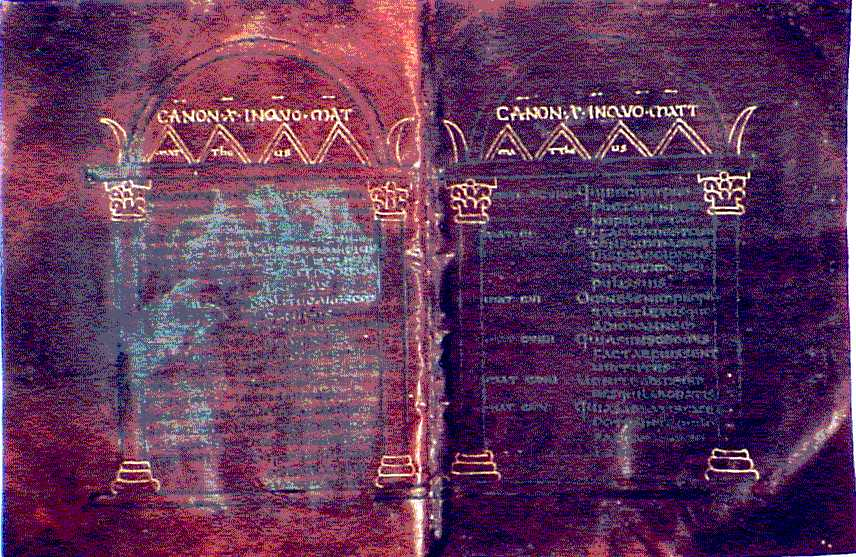
Tablice kanonów w Codexie Brixianus

Codex Brixianus (w systemie beurońskim oznaczony siglum f lub 10) – pochodzący z VI wieku n.e. łaciński kodeks purpurowy zawierający Ewangeliarz. Prawdopodobnie powstał we Włoszech. Tekst został napisany tuszem w kolorze srebrnym na barwionym na purpurowo pergaminie. Reprezentuje tekst starołaciński.

## Opis
Manuskrypt zawiera łaciński tekst czterech Ewangelii. Zachowało się 419 składek. Ma on kilka luk (Mateusza 8:16-26; Marka 12:5-13:32; 14:53-62; 14:70-16:20).
John Wordsworth oraz Henry White, pracując nad wydaniem krytycznym Wulgaty, doszli do wniosku że Codex Brixianus przekazuje tekst bliski temu, którym posłużył się Hieronim opracowując tekst łaciński. Z tego powodu w swoim wydaniu krytycznym tekstu Wulgaty (vgww) na dole stronic umieścili tekst Brixianus. Wzbudziło to zainteresowanie krytyków tekstu Codexem Brixianus. Francis Burkitt zauważył tekstualne podobieństwa pomiędzy łacińskim tekstem kodeksu Brixianus a gockim kodeksu Argenteus. Podobieństwa te tłumaczył jako rezultat niezależnej rewizji starołacińskiego tekstu dokonanej w oparciu o tekst grecki, natomiast tekst gocki miał być rewidowany lub interpolowany przez tekst łaciński. Ponadto Wstęp w kodeksie Brixianus wzmiankuje o notach marginalnych z wariantami tekstowymi, których jednak w Brixianus brak, lecz są obecne w Argenteus. Kolejni badacze zauważyli dalsze związki zachodzące pomiędzy tymi dwoma kodeksami. Oba powstały w tej samej szkole kaligrafii.
Obserwacje te prowadzą do wniosku, że Codex Brixianus jest łacińską wersją przekładu starołacińskiego, który prawdopodobnie był źródłem gockiego tłumaczenia Wulfili. Znajdujące się na dole każdej strony kanony Euzebiusza mają podobne zdobienia jak w Codex Argenteus. Związek pomiędzy kodeksami Brixianus i Argenteus wskazuje, że kodeksy te mogą być kopiami jednego bilingwicznego gocko-łacińskiego manuskryptu, przy czym Brixianus zawiera tekst łaciński a Argenteus gocki.
Nazwa kodeksu pochodzi od miasta Brescia (łac. Brixia), gdzie jest przechowywany.